# Asota extincta
Asota extincta là một loài bướm đêm trong họ Erebidae.